# Wiggo Lund
Wiggo Lund, folkbokförd Viggo Teodor Lund, född 2 augusti 1920 i Landskrona församling i dåvarande Malmöhus län, död 12 september 2010 i Lunds domkyrkoförsamling i Skåne län, var en svensk advokat, verksam i Gävle.
Wiggo Lund var son till kamrer Sture Lund (1888–1972) och Ebba Langöe-Conradsen (1899–1938). Efter akademiska studier blev han juris kandidat vid Lunds universitet 1946 varefter han gjorde sin tingstjänstgöring 1946–1948. Han var biträdande jurist vid Norrköpings stads rättshjälpsanstalt 1949–1955, chef för Gävleborgs läns landstings rättshjälpsanstalt 1955–1973 och chef för Allmänna advokatbyrån i Gävle 1973–1985. Samma år som han slutade där startade han egen advokatbyrå. Lund blev ledamot av Sveriges advokatsamfund 1951.
Han var ledamot av Uppsala domkapitel 1960–1985, styrelseledamot av domstolsväsendets organisationsnämnd 1972–1975, ordförande i Gävle museinämnd 1971–1973, föreningen Sveriges rättshjälpsjurister 1968–1972, Föreningen jurister vid Sveriges allmänna advokatbyråer 1973–1975, länsnykterhetsnämnden i Gävleborgs län 1973–1981, expert i 75 års rättshjälpsutredning samt ordförande i Gävle musei vänner 1982–1986.
Wiggo Lund var från 1943 gift med förste bibliotekarie Brita Wahlquist (1921–2006), dotter till direktören Arvid Wahlquist och Inez, ogift Flink. De fick fem barn: Christian Lund (född 1943), Birgitta (född 1945), Gunnar (född 1947), Margaretha (född 1949) och Johan (född 1957). Av dessa märks Christian Lund som blev regissör och far till skådespelaren Regina Lund samt Gunnar Lund som blev diplomat.
Wiggo Lund är begravd på Landskrona kyrkogård.